# Christian Jürgensen Thomsen

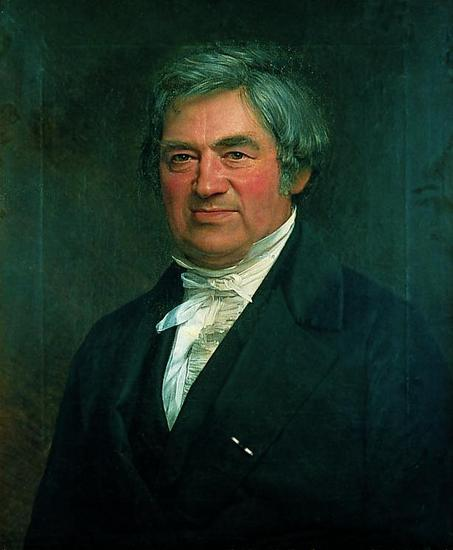
Christian Jürgensen Thomsen

Christian Jürgensen Thomsen, född 29 december 1788 i Köpenhamn, död 21 maj 1865 i Köpenhamn, var en dansk arkeolog och museiman.
Thomsen formulerade uppdelningen av forntidens kulturer i ett treperiodssystem med stenåldern, bronsåldern och järnåldern. Denna uppdelning blev grundläggande för arkeologisk forskning i hela Europa.

## Biografi
I sin ungdom studerade Thomsen i Paris, väl hemma i Danmark fick han till uppgift att iordningställa en lokal samling med romerska och äldre skandinaviska mynt. De stilmässiga förändringarna och deras betydelse kan ha gjort Thomsen medveten om den relativa dateringen av artefakter, det vill säga placera dem i ordningsföljd efter stilmässiga kriterier. Denna insikt kom att få betydelse då Thomsen den 11 december 1816 avlöste Rasmus Nyerup som sekreterare för Oldsagskommissionen, där han särskilt arbetade med att organisera kommissionens samlingar och vilket resulterade att 1819 öppnades Det Kgl. Museum for Nordiske Oldsager för offentligheten. Museets samlingar blev ordnade enligt hans nya system. Det kom att ingå 1892 i det danska Nationalmuseet. I bokform publicerade Thomsen sitt forskningsarbete 1836 i verket Ledetraad til Nordisk Oldkyndighed, vilket utkom på tyska 1837 och engelska 1848. Treperiodssystemet spreds över Europa. 1832 blev han inspektör på Myntkabinettet i Köpenhamn tillsammans med Ole Devegge och med P.O. Brøndsted som direktör. Efter dennes död 1842 blev Thomsen direktör för Myntkabinettet. Thomsen var en av grundarna av Nationalmuseumet i Köpenhamn.
Thomsen skaffade sig en enorm myntsamling - omkring 27 000 stycken. Myntkabinettet testamenterades 114 danska typer vid Thomsens död. Resten bortauktionerades.